# Kanton Avranches
Avranches is een kanton van het Franse departement Manche. Het kanton maakt deel uit van het arrondissement Avranches. In 2019 telde het 22.294 inwoners.

## Gemeenten
Het kanton Avranches omvatte tot 2014 de volgende gemeenten:
- Avranches (hoofdplaats)
- Chavoy
- La Godefroy
- La Gohannière
- Marcey-les-Grèves
- Plomb
- Pontaubault
- Ponts
- Saint-Brice
- Saint-Jean-de-la-Haize
- Saint-Loup
- Saint-Martin-des-Champs
- Saint-Ovin (deels)
- Saint-Senier-sous-Avranches
- Vains
- Le Val-Saint-Père

Na de herindeling van de kantons bij decreet van 24 februari 2014, met uitwerking op 22 maart 2015, telde het kanton 20 gemeenten.

Op 1 januari 2016 werden de gemeenten Braffais, Plomb en Sainte-Pience samengevoegd tot de fusiegemeente (commune nouvelle) Le Parc; en de gemeenten Angey, Champcey, Montviron, La Rochelle-Normande en Sartilly samengevoegd tot de fusiegemeente (commune nouvelle) Sartilly-Baie-Bocage.

Op 1 januari 2019 werden de gemeenten Avranches en Saint-Martin-des-Champs samengevoegd tot de fusiegemeente (commune nouvelle) Avranches.

Het decreet van 5 maart 2020 heeft de kantongrenzen aangepast zodat de fusiegemeenten Le Parc en Sartilly-Baie-Bocage volledig binnen het kanton vallen.
Sindsdien omvat het kanton volgende gemeenten:
- Avranches
- Bacilly
- Carolles
- Champeaux
- Chavoy
- Dragey-Ronthon
- Genêts
- Jullouville
- Lolif
- Marcey-les-Grèves
- Le Parc
- Ponts
- Saint-Jean-de-la-Haize
- Saint-Jean-le-Thomas
- Saint-Pierre-Langers
- Sartilly-Baie-Bocage
- Vains

Agon-Coutainville · Avranches · Bréhal · Bricquebec-en-Cotentin · Carentan-les-Marais · Cherbourg-en-Cotentin-1 · -2 · -3 · -4 · -5 · Condé-sur-Vire · Coutances · Créances · Granville · La Hague · Isigny-le-Buat · Le Mortainais · Les Pieux · Pont-Hébert · Pontorson · Quettreville-sur-Sienne · Saint-Hilaire-du-Harcouët · Saint-Lô-1 · -2 · Valognes · Val-de-Saire · Villedieu-les-Poêles